# Mareuil-la-Motte
Mareuil-la-Motte ist eine französische Gemeinde mit 606 Einwohnern (Stand: 1. Januar 2022) im Département Oise in der Region Hauts-de-France (vor 2016 Picardie). Sie gehört zum Arrondissement Compiègne und zum Kanton Thourotte (bis 2015 Lassigny).

## Geographie
Mareuil-la-Motte liegt etwa 19 Kilometer nordnordwestlich von Compiègne. Umgeben wird Mareuil-la-Motte von den Nachbargemeinden Gury im Norden, Plessis-de-Roye im Norden und Nordosten, Thiescourt im Osten, Élincourt-Sainte-Marguerite im Süden und Südosten, Margny-sur-Matz im Süden und Südwesten sowie Ricquebourg im Westen.

## Bevölkerungsentwicklung
| Jahr      | 1962 | 1968 | 1975 | 1982 | 1990 | 1999 | 2006 | 2013 |
| Einwohner | 346  | 313  | 261  | 364  | 489  | 587  | 591  | 636  |

## Sehenswürdigkeiten
- Kirche Saint-Éloi, Monument historique seit 1919 (siehe auch: Liste der Monuments historiques in Mareuil-la-Motte)

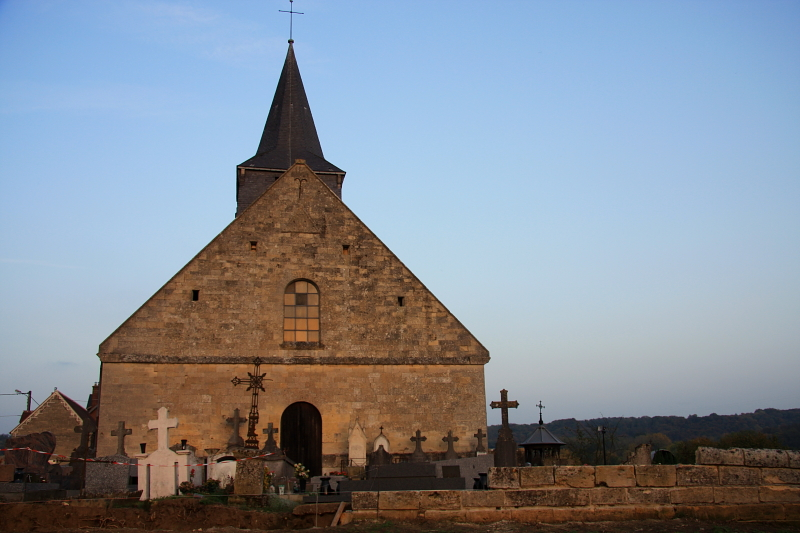
Kirche Saint-Éloi